# Partido Regionalista Independiente Demócrata
Die Partido Regionalista Independiente Demócrata (Unabhängige und demokratische Regionalpartei, PRI) ist eine Partei in Chile mit einem regionalpolitischen Schwerpunkt. Sie ist aus der Fusion der Regionalista Independiente und der Democracia Regional Patagónica hervorgegangen.